# Skandijeva skupina
V 3. ali skandijevo skupino elementov spadajo elementi iz tretje kolone periodnega sistema elementov.
IUPAC ne predpisuje posebne oblike periodnega sistema elementov, zato so za 3. skupino elementov dovoljene različne oblike zapisa. K elementom 3. skupine se iz bloka d (prehodne kovine) vedno prištevata samo skandij (Sc) in itrij (Y), za ostale elemente pa obstajajo štirje dogovori:
- Prvi dogovor[1] v 3. skupino vključuje lantan (La) in aktinij (Ac), ki sta prva elementa iz razreda lantanoidov oziroma aktinoidov. Oba elementa v svojih najbolj pogostih ionih z nabojem 3+ nimata nobene vsaj delno zapolnjene podorbitale f, zato se obnašata podobno kot elementi iz bloka d.

- Drugi dogovor[2] v 3. skupino vključuje lutecij (Lu) in lavrencij (Lr), zadnja elementa iz razreda lantanoidov oziroma aktinoidov. Ker imata oba elementa v osnovnem stanju podorbitalo f polno, se obnašata kot prehodni kovini bolj kot drugi lantanoidi in aktinoidi in imata zato lastnosti podobne skandiju in itriju. Za lavrencij so takšne lastnosti samo pričakovane, ker zaradi premajhne količine podatkov še niso potrjene (glej: Razširitev periodnega sistema elementov).

V nekaterih periodnih sistemih spadajo v 3. skupino vsi lantanoidi in aktinoidi ali pa nobeden:
- Tretji dogovor uvršča v 3. skupino vseh trideset lantanoidov in aktinoidov. Lantanoidi imajo kot elektropozitivne trivalentne kovine zelo sorodne kemijske lastnosti in kažejo veliko podobnosti s skandijem in itrijem.
- Četrti dogovor v 3. skupino ne vključuje nobenega lantanoida in aktinoida. Lantanoidi imajo zaradi delno zapolnjene orbitale f nekaj značilnih lastnosti, ki jih skandij in itrij nimata. Razen tega je kemija aktinoidov, na primer območje oksidacisjkih stanj, mnogo bolj obširna od kemije lantanoidov, podobnost s skandijem in itrijem pa je še manjša.

Elementi 3. skupine vključno z lantanoidi, vendar brez aktinoidov, se pogosto imenujejo tudi redke zemeljske kovine.

## Nahajališča
Skandij, itrij in lantanoidi (razen prometija) se v zemeljski skorji pojavljajo skupaj in so relativno pogosti v primerjavi z večino kovin iz bloka d, vendar jih je težko izolirati iz njihovih rud.

## Biosfera
Elementi iz 3. skupine so na splošno v vodi slabo topne težke kovine in so v biosferi zelo redke. Noben element iz 3. skupine nima nobene dokumentirane vloge v živih organizmih. Aktinoidi so zaradi svoje radioaktivnosti zelo toksični za žive celice.